# Litewska Konfederacja Związków Zawodowych
Litewska Konfederacja Związków Zawodowych (lit. Lietuvos Profesinių Sąjungų Konfederacija, LPSK) – jest centralą związkową działającą na Litwie od 2002.   

## Charakterystyka
LPSK została założona 1 maja 2002 w wyniku połączenia Litewskiej Unii Związków Zawodowych (LPSS) i Litewskiego Centrum Związków Zawodowych (LPSC).
Związek jest zrzeszony w Międzynarodowej Konfederacji Związków Zawodowych (ITUC) i Europejskiej Konfederacji Związków Zawodowych (ETUC).   